# Parma (escudo)

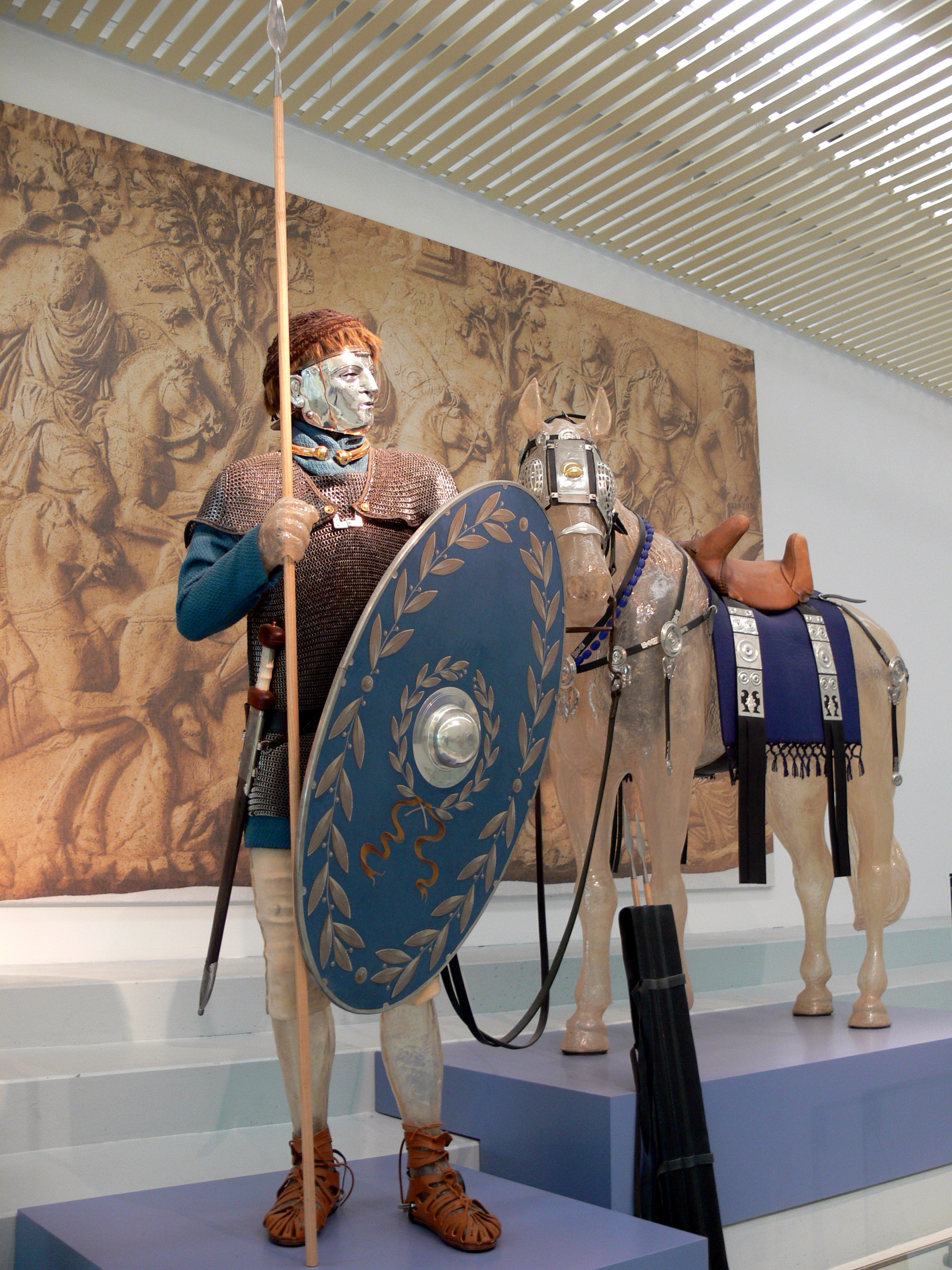
Reconstrucción de un soldado romano de caballería con un parma

En la Antigua Roma se denominaba parma al tipo de escudos de forma ovalada utilizados por el ejército romano.
Durante la época republicana, el parma era utilizado por los vélites, infantería ligera dedicada a las escaramuzas, y por la caballería.
Durante el periodo tardío de la época imperial era usado principalmente por la infantería y la caballería auxiliar, mientras que los legionarios de épocas anteriores preferían el scutum más pesado aunque de mayor protección. 
- Datos: Q2053682
- Multimedia: Round shields / Q2053682